# ロバート・ベネデット
ロバート・ベネデット 英称： Robert Benedetto）は、アメリカ合衆国ジョージア州のジャズギター職人。ギター工房ベネデット・ギターの経営者。愛称はボブ。

## 概要
世界でトップレベルを誇るギタールシアーであり、現在ではBenedetto Archtopとしてアーチトップギターのボディシェイプの代名詞となっている。販売価格も何百万円もするギターもある。
1999年から2006年までフェンダーやギルドのアーチトップギターの製造もしていた。

## 使用アーティスト
- パット・マルティーノ
- Bucky Pizzarelli
- Howard Alden
- Andreas Oberg

## メディア
2008年1月20日にTBS系列で放送された『世界ウルルン滞在記"ルネサンス"』で、俳優の山本耕史が自分だけのギターを作るため、ロバート・ベネデットの自宅にホームステイしながら、工房でギターを製作する模様が放映された。